# BE MY BABY
「BE MY BABY」（ビー・マイ・ベイビー）は、COMPLEXのファースト・シングル。

## 背景
1984年にアイドルとしてデビューし、音楽以外にも映画やテレビ出演などで活動していた吉川晃司は、1988年2月3日にシングル「プリティ・デイト」発表後に1年間の休業宣言をし、事務所を独立、レコード会社を移籍、沈黙を続けていた。また1988年のBOØWY解散後にソロアルバム『GUITARHYTHM』を発表した布袋寅泰は、その後の活動が注目されている状況であったが、1988年12月10日に突如2人のユニット「COMPLEX」結成を発表。その後、第1弾シングルとして「BE MY BABY」リリース。

## リリース
1989年4月8日に東芝EMIのEASTWORLDより7インチレコード、8センチCDの2形態でリリースされた。
カップリング「CLOCKWORK RUNNERS」はアルバム収録のものと異なり、イントロ部分が約6秒カットされたエディットになっていて（時計じかけの走者達）という副題が付けられた。シングルのみで聴くことが出来るヴァージョンになっている。
後に吉川のダンス・リミックス・ベストアルバム『DISCO K2』（2007年）に、ボーナス・トラックとして「BE MY BABY （MONTSERRAT MIX）」が収録された。

## アートワーク
8センチCD盤は特殊パッケージとなっており、紙製のスリープケースにプラスチックトレイを差し込む形になっており、3つ折り歌詞カードが添付されている。

## チャート成績
本作はリリース後オリコンチャートで1位となり、4月26日にはアルバム『COMPLEX』（1989年）、5月3日にはシングルビデオ「BE MY BABY」をリリース。全てが1位を獲得したヒット作品となった。

## ミュージック・ビデオ
MVは白い空間で2人がそれぞれ歌、ギター演奏をするだけのシンプルなものとなっている。監督は中村友彦。後にジェットコースターに乗っている状況をカメラで撮影している「PRETTY DOLL」のMVとともにシングル・ビデオ『BE MY BABY』としてリリース。

## メディアでの使用
1991年にトヨタ自動車・セラのCMソングとして使われ、2008年10月に同社bBのCMソングとして使用されている。
バラエティ番組『R-1ぐらんぷり』（2002年 - 、関西テレビ・フジテレビ）のテーマソングとして使用されている。
2019年2月22日よりクラシエホームプロダクツのヘアケアブランド「いち髪」のCMソングに使用されている。

## カバー
- 布袋寅泰 - アルバム『ALL TIME SUPER BEST』（2005年）
- 倖田來未 - アルバム『ETERNITY〜Love & Songs〜』（2010年）
- 嘉門達夫（現・嘉門タツオ） - 「替え唄メドレー2」（1991年）にて本楽曲のイントロ部分を「今井美樹」と替え歌にして歌っている。偶然であるがCOMPLEXのメンバー布袋はのちに今井と再婚している。
- 東山紀之 - DVD『少年タイヤ SHONENTAI SELECTSONGS』（2001年）
- 星屑スキャット - シングル「不可思議条約」カップリング曲（2019年）

## シングル収録曲
| 全作曲・編曲: 布袋寅泰。 |                                           |           |            |      |
| #                        | タイトル                                  | 作詞      | 作曲・編曲 | 時間 |
| 1.                       | 「BE MY BABY」                            | 吉川晃司  | 布袋寅泰   | 4:08 |
| 2.                       | 「CLOCKWORK RUNNERS」(時計じかけの走者達) | 布袋寅泰  | 布袋寅泰   | 4:13 |
| 3.                       | 「BE MY BABY」(MONTSERRAT MIX)            | 吉川晃司  | 布袋寅泰   | 4:03 |
| 合計時間:                | 合計時間:                                 | 合計時間: | 12:32      |      |

## スタッフ・クレジット

### 参加ミュージシャン
- 吉川晃司 - ボーカル
- 布袋寅泰 - ギター、バッキングボーカル

- 藤井丈司 - キーボードプログラミング
- ホッピー神山 - キーボード

## リリース履歴
| No. | 日付         | レーベル           | 規格         | 規格品番            | 最高順位 | 備考 |
| --- | ------------ | ------------------ | ------------ | ------------------- | -------- | ---- |
| 1   | 1989年4月8日 | 東芝EMI／EASTWORLD | EP 8センチCD | RT07-2324 XT10-5036 | 1位      |      |

## 収録アルバム
- 「BE MY BABY」
  - 『COMPLEX』（1989年）
  - 『19901108』（1991年）（ライブバージョンで収録）
  - 『COMPLEX BEST』（1998年）
  - 『COMPLEX 20110731 日本一心』（2011年）（ライブバージョンで収録）
- 「CLOCKWORK RUNNERS（時計じかけの走者達）」
  - 『COMPLEX』（1989年）（アルバムバージョンで収録）
  - 『COMPLEX BEST』（1998年）（アルバムバージョンで収録）
- 「BE MY BABY(MONTSERRAT MIX)」
  - 『COMPLEX BEST』（1998年）
  - 『Disco K2 〜Kikkawa Koji Dance Remix Best〜』（2007年）